# چوپان‌کوی (گوله)
چوپان‌کوی (به ترکی استانبولی: Çobanköy) یک منطقهٔ مسکونی در ترکیه است که در گوله (شهر) واقع شده‌است.